# Kit Culkin
Kit Culkin, pseudonimo di Christopher Cornelius Culkin (New York, 6 dicembre 1944), è un attore teatrale statunitense, noto per le sue produzioni a Broadway.

## Biografia
È nato a Manhattan, New York, figlio di Marian Ethel (nata Wagner), scrittrice ed editrice, e Philip Harley Culkin, giornalista. Trascorse la giovinezza a New York City, lavorando a Broadway in produzioni teatrali con attori come Richard Burton, John Gielgud, Laurence Olivier e Anthony Quinn.
Suo fratello, Terry, e le sorelle Bonnie e Candace, hanno lavorato anche in teatro e in televisione. È il padre di Macaulay, Kieran, Rory, Christian, Shane, Quinn Culkin e di Dakota Culkin, tutti avuti con Patricia Brentrup. Culkin e Patricia Brentrup sono stati insieme per 21 anni (1974-1995), ma non si sono mai sposati.